# 列布维莱尔
列布维莱尔（法語：Liebvillers）是法国杜省的一个市镇，位于该省东部偏北，属于蒙贝利亚尔区。该市镇总面积3.03平方公里，2009年时的人口为173人。

## 人口
列布维莱尔人口变化图示